# Delgado (El Salvador)
Delgado è un comune del Dipartimento di San Salvador, in El Salvador.